# Salvatore Cardella
Salvatore Cardella (Caltanissetta, 24 giugno 1896 – Palermo, 1975) è stato un architetto italiano, esponente del modernismo.

## Biografia
Figlio di Carmelo Cardella, si è laureato nel 1918 presso l'ateneo di Palermo, della scuola di Ernesto Basile, è l'autore originale del progetto di numerosi edifici significativi nel campo dell'architettura futurista affermatasi in Italia a partire dagli anni venti del secolo scorso . 

### Opere

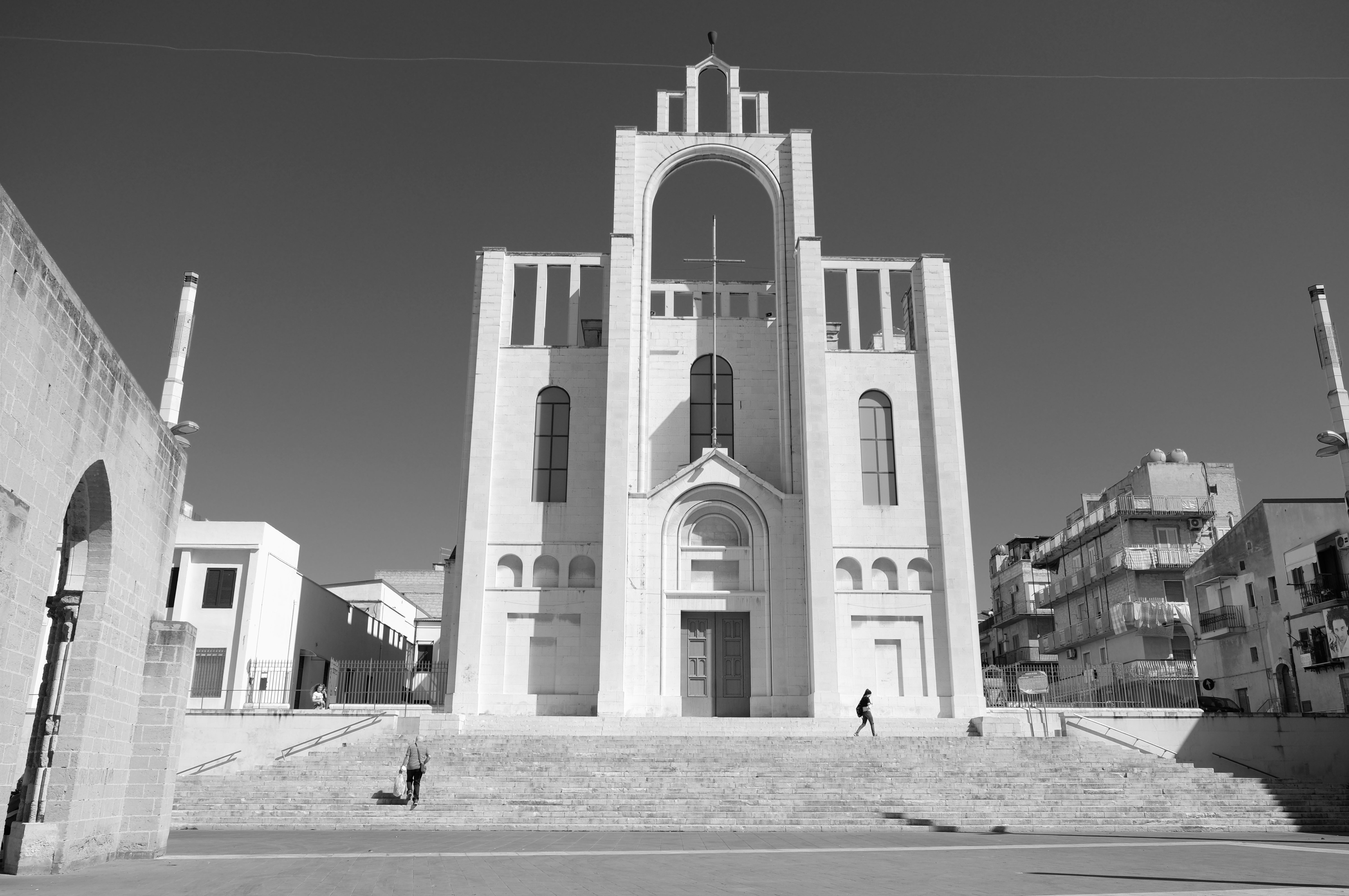
Chiesa di San Giacomo Maggiore a Gela

Tra le sue opere più significative si ricordano:
- Tomba Martorana (1928), nel cimitero di Casteldaccia
- Palazzo del Banco di Sicilia ed INA, Enna
- Palazzo di Città[6], Gela
- Chiesa San Giacomo (1949-1952) e piazza omonima con edifici residenziali, Gela
- Ingresso monumentale alla Villa Garibaldi, Gela
- Sede del Genio Civile, Caltanissetta
- Archivio di Stato, Caltanissetta[7]
- Casa Castro, Palermo

### Scritti
- Estetica dell'architettura, Edizioni di Il tempio, 1926
- Il rinnovamento dell'architettura, Milano : Ediz. Corbaccio, 1931
- Bugnato scultoreo siciliano : il bugnato palermitano, Palermo : Scuola tip. Boccone del povero, 1931
- La chiesa della Madonna dei Miracoli in Palermo : studi e rilievi di architettura cinquecentesca siciliana,  Estr. da: Archivio storico siciliano, n.s., vol. LII, 1931,  pp. 1-68
- L'architettura di Matteo Carnalivari, Palermo : F. Ciuni, stampa 1936
- Il travaglio e la meta della nuova architettura  Roma, Palombi, 1945. - 335 p. (ill.)  BNI 1946 1199
- Il pensiero d'un architetto; a cura di Maria Santapa e Olga Ajesi, Palermo : Istituto di disegno, Facoltà di Ingegneria, 1982
- Nino Basile, Antiche strade e piazze di Palermo; a cura di Salvatore Cardella, Palermo : P. Vittorietti, 1978 (Ripr. facs. dell'ed.: Palermo : Amministrazione provinciale, 1938)